# Lijst van burgemeesters van Goeree-Overflakkee
Dit is een lijst van burgemeesters van de Nederlandse gemeente Goeree-Overflakkee in de provincie Zuid-Holland sinds haar stichting op 1 januari 2013.
| Ambtsperiode                         | Naam burgemeester              | Partij of stroming | Bijzonderheden |
| ------------------------------------ | ------------------------------ | ------------------ | -------------- |
| 1 januari 2013 – 2 september 2013    | Corstiaan (C.A.) Kleijwegt     | PvdA               | waarnemend     |
| 3 september 2013 – heden             | Ada (A.) Grootenboer-Dubbelman | CDA                | [ 1 ]          |
| 16 december 2014 – 30 september 2015 | Jan Pieter (J.P.J.) Lokker     | CDA                | waarnemend     |